# Guilleminea
Guilleminea is een geslacht uit de amarantenfamilie (Amaranthaceae). De soorten uit het geslacht komen voor van in de Amerikaanse staat Colorado tot in Mexico, op de eilanden Cuba en Hispaniola en van in Colombia tot in Noord-Argentinië.

## Soorten
- Guilleminea brittonii (Standl.) Mears
- Guilleminea chacoensis Pedersen
- Guilleminea densa (Willd. ex Schult.) Moq.
- Guilleminea elongata Mears
- Guilleminea fragilis Pedersen
- Guilleminea gracilis R.E.Fr.
- Guilleminea hirsuta Pedersen
- Guilleminea lanuginosa (Poir.) Benth. & Hook.f.

... · 
Achyranthes · 
Aerva ·
Alternanthera ·
Amaranthus (Amarant) · 
Atriplex (Melde) · 
Axyris · 
Bassia (Zoutkruid) · 
Beta (Biet) · 
Blitum (Spiesganzenvoet) · 
Celosia · 
Chenopodium (Ganzenvoet) · 
Corispermum (Vlieszaad) · 
Dysphania · 
Halimione (Zoutmelde) · 
Halocnemum · 
Halothamnus · 
Haloxylon · 
Kochia · 
Krascheninnikovia · 
Polycnemum (Knarkruid) · 
Patellifolia · 
Ptilotus · 
Pupalia ·
Salicornia (Zeekraal) · 
Salsola (Loogkruid) · 
Spinacia · 
Suaeda · 
Traganum · 
...